# The Close 32, 33

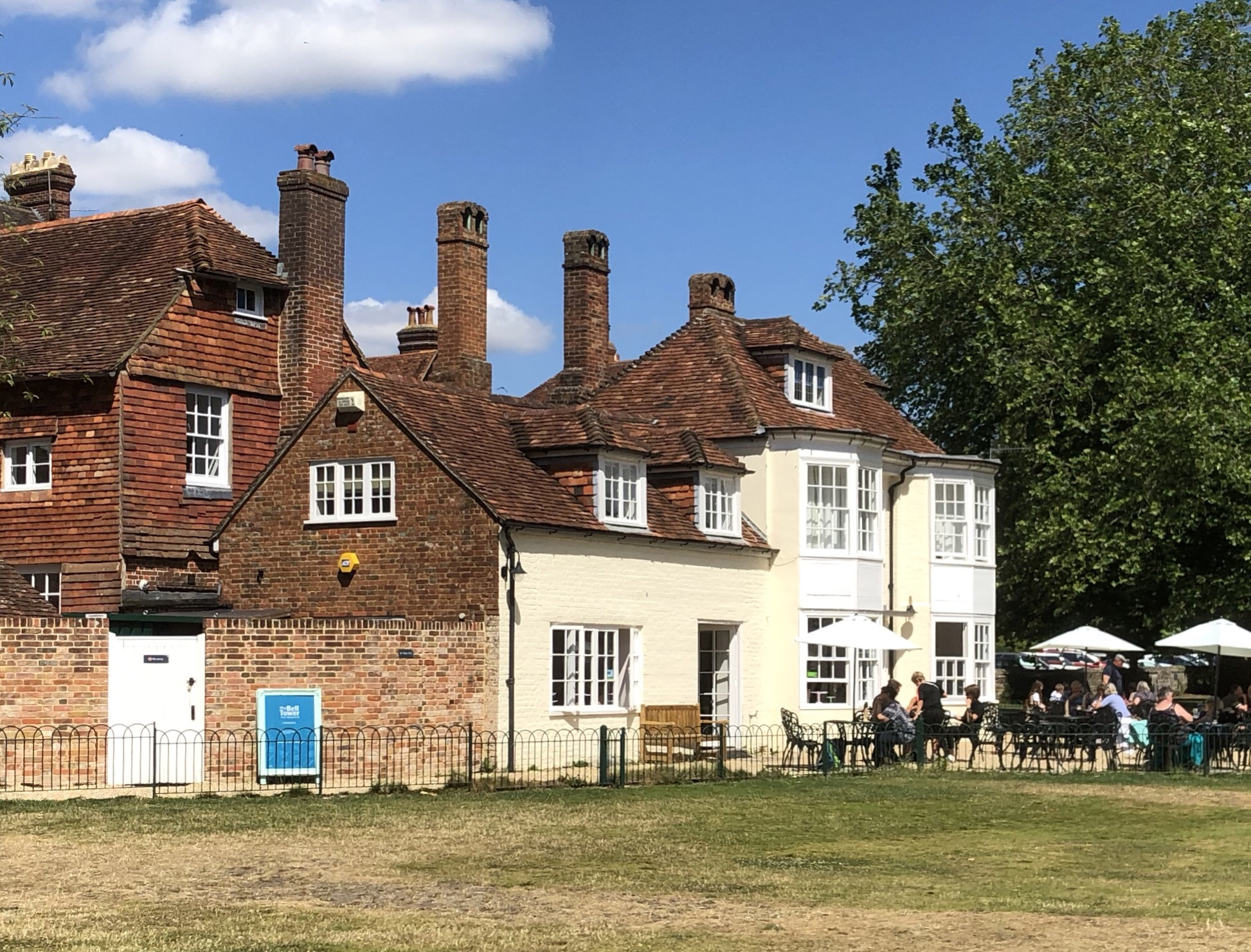
The Close 32, 33, Blick von Südwesten, 2019

The Close 32, 33 ist ein denkmalgeschütztes Gebäude in Salisbury in England. Es ist als Bauwerk von besonderer Bedeutung und allgemeinem Interesse in die Kategorie Grad II* in die englische Denkmalliste eingetragen und befindet sich nördlich der Kathedrale von Salisbury im Kathedralbezirk Close. 

## Architektur und Geschichte
Das Gebäude entstand im 18. Jahrhundert aus dem Umbau von zwei oder drei Vorgängergebäuden. Die jetzige Bebauung ist ein- bis zweigeschossig ausgeführt. Der Bau wurde massiv aus Ziegelsteinen errichtet, wobei die nach Süden weisende Fassade weiß gestrichen ist. Vom eingeschossigen westlichen Teil des Südflügels geht nach Norden ein größerer zweigeschossiger Flügel ab, der wiederum in den östlichen Teil eines Nordflügels übergeht. Auch die Dachlandschaft des Komplexes ist lebhaft und von Gauben und Schornsteinen dominiert. An den Fassaden bestehen mehrere Erker. 
Das Gebäude wird seit dem 28. Februar 1952 als Denkmal geführt. Derzeit (Stand 2019) wird das Gebäude zum Teil gastronomisch genutzt.